# Packsche Händel

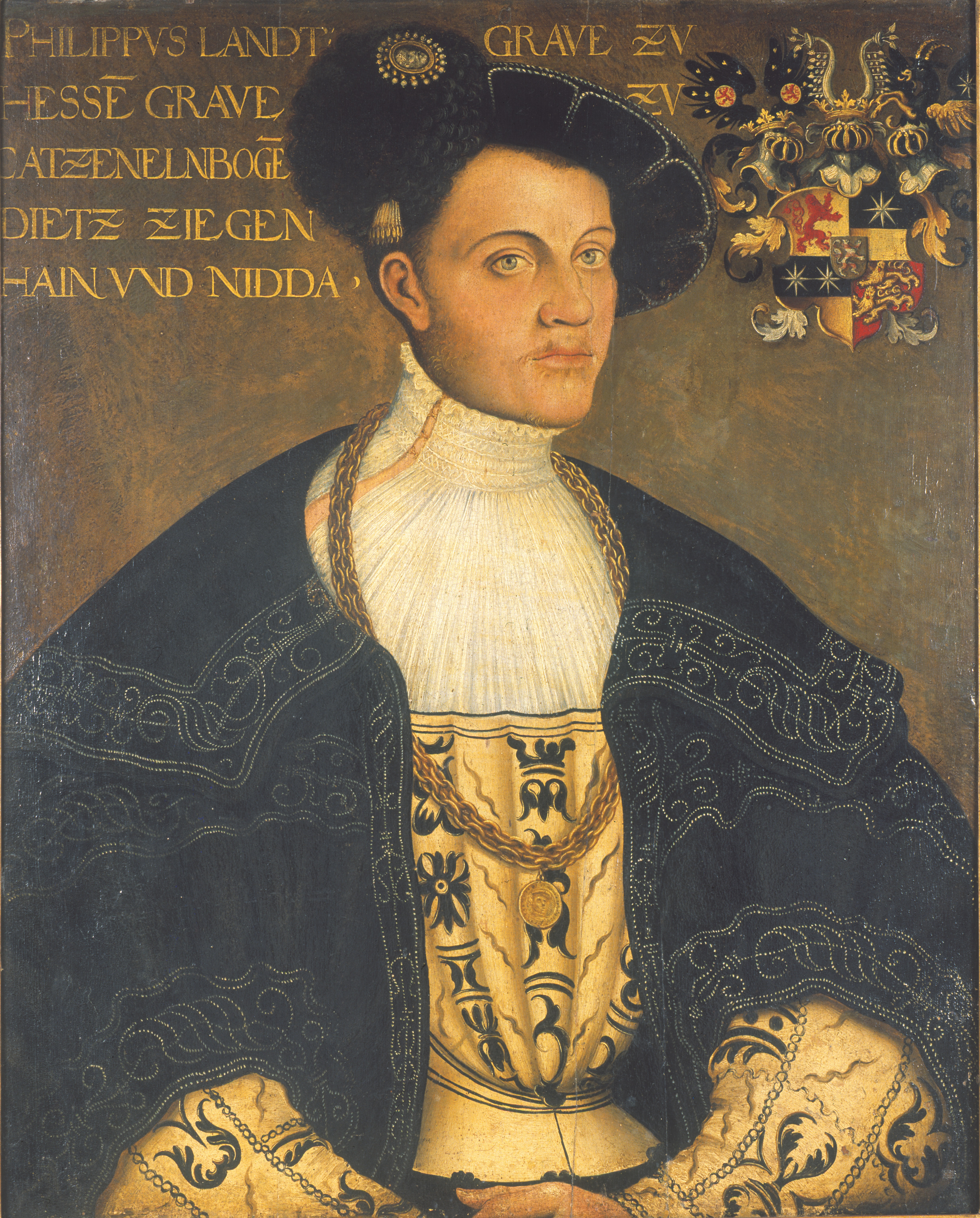
Philipp von Hessen (Hans Krell 1534, Wartburg-Stiftung)

Als Packsche Händel bezeichnet man eine politische Krise, die das Heilige Römische Reich im Jahr 1528 an den Rand eines Religionskriegs brachte. Im Mittelpunkt steht eine angebliche Bündnisurkunde, mit der sich katholische Gegner der Reformation verpflichteten, den Kurfürsten Johann von Sachsen und den Landgrafen Philipp von Hessen wegen ihrer Unterstützung für Martin Luther abzusetzen. Die Urkunde wurde nie im Original vorgelegt; der Informant Otto von Pack zeigte dem Landgrafen eine Kopie, von der eine Abschrift gefertigt wurde. Hessen und Kursachsen planten daraufhin einen Präventivschlag, um ihren Gegnern zuvorzukommen.

## Vorgeschichte
Philipp von Hessen wurde 1518 für mündig erklärt und trat mit 13 Jahren die Regentschaft in der Landgrafschaft Hessen an. Diese wurde sofort massiv herausgefordert:
- militärisch durch Franz von Sickingen, der die reiche Grafschaft Katzenelnbogen plünderte, die seit 1479 von den hessischen Landgrafen regiert wurde;
- juristisch durch die Grafen von Nassau-Dillenburg, die ebenfalls Anspruch auf das Katzenelnboger Erbe erhoben;
- diplomatisch durch die mächtigen Nachbarn Kurpfalz und Kurmainz sowie die Wetterauer Grafen.

Um sich abzusichern, trat Philipp 1519 dem Schwäbischen Bund bei.

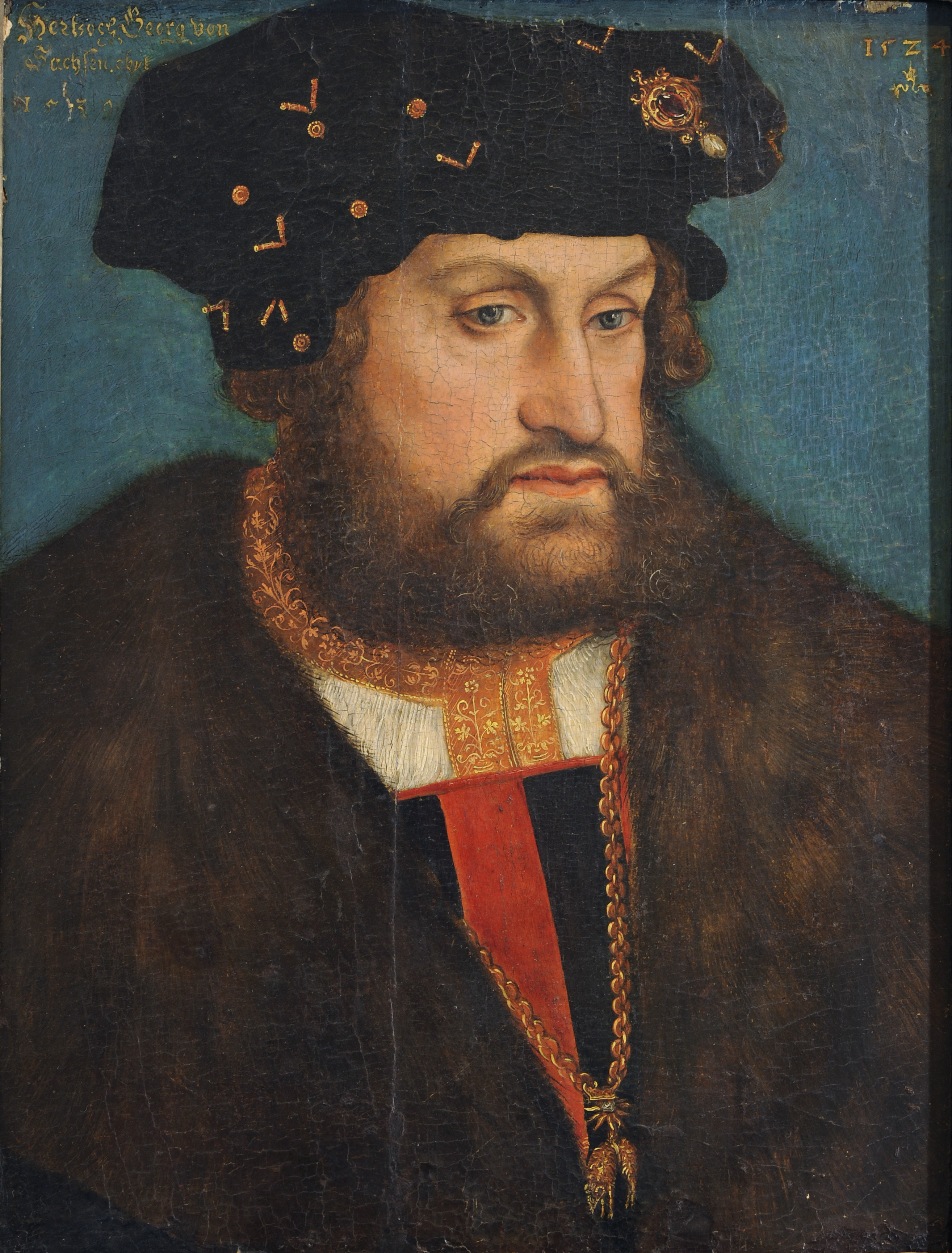
Herzog Georg von Sachsen (Lucas Cranach d. Ä., 1524, Kunstsammlungen der Veste Coburg)

1523 heiratete er Christine, eine Tochter des Herzogs Georg von Sachsen. Philipps Schwester Elisabeth wiederum war mit Georgs Sohn, dem Erbprinzen Johann, verheiratet. Reichspolitisch stand Philipp damit dem albertinischen Herzogtum Sachsen näher als dem ernestinischen Kurfürstentum (Kursachsen). Doch indem sich Philipp ab 1525/26 als Parteigänger Luthers zu erkennen gab, kehrte sich das um. Philipps Beziehung zu seinem Schwiegervater, dem entschieden altgläubigen Herzog Georg von Sachsen, wurde wegen der Religionsfrage zunehmend schwieriger. Trotzdem blieb Herzog Georg als „Erbverbündeter“ weiterhin eine wichtige Kontaktperson des hessischen Landgrafen.
Im Lauf der 1520er Jahre wuchs die Sorge vor einem Religionskrieg im Reich und dementsprechend das Misstrauen unter den politischen Akteuren. Kaiser Karl V., so die Gerüchte, plane einen Militärschlag gegen die protestantischen Fürsten. Vor allem Kursachsen und Hessen fühlten sich bedroht. Katholische Fürsten wie Georg von Sachsen waren überzeugt, dass Luthers Lehre den Bauernkrieg verursacht habe. Philipp von Hessen stand daher im Verdacht, die Bauern noch einmal mobilisieren zu wollen, um die Reformation gewaltsam durchzusetzen.

## Der Informant: Otto von Pack
Otto von Pack, Doktor beider Rechte, war Vizekanzler am Dresdner Hof. Philipp bat seinen Schwiegervater Herzog Georg, von Pack als juristischen Experten nach Hessen zu entsenden, um dort im Katzenelnboger Erbstreit als Berater tätig zu sein. Im Januar 1528 traf von Pack in Kassel ein. Er führte mehrere vertrauliche Gespräche mit dem Landgrafen. Von Pack eröffnete Philipp, dass hochrangige geistliche und weltliche Fürsten im Mai 1526 in Breslau ein Bündnis geschlossen hätten, um den sächsischen Kurfürsten und den hessischen Landgrafen wegen ihrer Unterstützung für Luther abzusetzen, und zwar:
- Erzherzog Ferdinand von Österreich, zugleich König von Böhmen und als jüngerer Bruder Kaiser Karls V. dessen Statthalter im Reich,
- Kurfürst Joachim von Brandenburg,
- dessen Bruder, der Kurfürst und Kardinal-Erzbischof Albrecht von Mainz,
- der Salzburger Kardinal-Erzbischof Matthäus Lang von Wellenburg,
- die gemeinsam regierenden Herzöge Wilhelm und Ludwig von Bayern,
- Herzog Georg von Sachsen,
- der Bamberger Bischof Weigand von Redwitz,
- der Würzburger Bischof Konrad II. von Thüngen.

Sobald er wieder in Dresden sei, könne er Philipp auch eine Kopie des Vertrages zeigen. Philipp veranlasste daraufhin, dass von Pack im Februar 1528 nach Dresden zurückkehrte, drei Tage später traf auch der Landgraf selbst dort ein. Seinem Schwiegervater gegenüber verschleierte er den Zweck seines Besuchs. Am 18. Februar morgens kam Otto von Pack unter einem Vorwand in sein Gästezimmer im Dresdner Schloss und legte ihm eine besiegelte Kopie der angeblichen Bündnisurkunde vor. Philipps Angaben zufolge war die Urkunde mit schwarzen Seidenfäden umwunden und trug auf beiden Seiten das Siegel der herzoglich-sächsischen Kanzlei. Der Landgraf las das Dokument, ließ sich von seinem eigenen Sekretär Johann Nordeck eine Abschrift ausfertigen (also eine Kopie der Kopie) und gab das Dokument an von Pack zurück. Von Pack erklärte später, er habe das Dokument anschließend verbrannt, da er die Siegel nicht mehr korrekt daran befestigen konnte.
Da von Pack auch behauptete, er habe das Original mit den Unterschriften gesehen, war Philipp sehr daran interessiert, sich dieses Beweismittel zu beschaffen. Einige Wochen später schickte er seinen Sekretär Nordeck mit mehreren Begleitern nach Dresden. Da von Pack Gefahr lief, durch Beschaffung der Urkunde sein Amt und Gut zu verlieren, bot ihm die hessische Seite 10.000 Gulden als Belohnung an. Von Pack wollte diese Summe vorab ausgezahlt bekommen, erhielt aber nur 4000 Gulden gegen einen Schuldschein. Das Original konnte Otto von Pack nie liefern; der hessische Landgraf verhielt sich danach aber so, als reiche die von ihm eingesehene Kopie als Beweis für die Bündnispläne aus.
Die Forschung geht davon aus, dass die Kopie, die von Pack dem Landgrafen zeigte, eine Fälschung war. Dem jungen Kammersekretär Johann Nordeck, der die Abschrift anfertigte, fehlte die Erfahrung, aus mehreren Merkwürdigkeiten der ihm vorgelegten Urkunde Zweifel an der Echtheit abzuleiten und seinen Herrn entsprechend zu warnen. Die Motivation des Fälschers bleibt allerdings rätselhaft. Kurt Dülfer zufolge war Otto von Pack Ende 1527 in einer ausweglosen Lage: Er war verschuldet und hielt seine Gläubiger damit hin, dass er behauptete, Herzog Georg habe sich eine größere Summe bei ihm geliehen, die er in Kürze zurückzahlen werde. Dann drohte auch noch eine Unterschlagung offenbar zu werden. Außerdem konstatiert Dülfer bei ihm ein Interesse, sich mit allerlei Spielereien bei seinem Täuschungsmanöver geheimnisvoll zu geben, so dass „Abenteuerlust und Geltungsbedürfnis“ neben dem finanziellen Motiv wohl auch eine Rolle spielten. Undurchschaubar ist auch, ob der Landgraf die Täuschung wirklich nicht erkannte oder sich des Vorwands bediente, den ihm von Pack lieferte, um die eigenen Pläne zu verfolgen.

## Hessische Kriegsrüstungen

### Mit Kursachsen

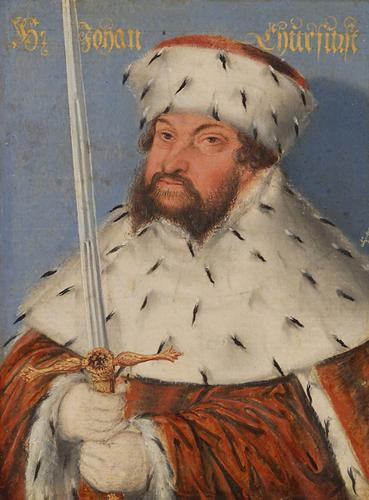
Kurfürst Johann von Sachsen (Lucas Cranach der Ältere 1536, Schloss Ambras)

Philipp von Hessen und Johann von Sachsen berieten vom 6. bis 9. März 1528 in Weimar, wie sie auf das angebliche, gegen sie beide gerichtete Breslauer Bündnis reagieren sollten. Der Landgraf behauptete wahrheitswidrig, er habe die Bündnisurkunde in der Originalausfertigung gesehen und kopieren lassen. Er sagte dem Kurfürsten zu, alles zu tun, damit dieses Original in ihrer beider Besitz gelange: Zu dem andern, dieweil wir landgraff Philipps ain recht besigelt und gehantzeichent originall der vorangezeigten unser widerwertigen vereinung und buntnus gesehen, gelesen und abschreiben lassen, haben wir uns zu kreftiger anzeigung im falh der notturft bewilliget, allen muglichen vleis furzuwenden, damit solich original zu unser baider handen mochte gebracht werden …  Beide schlossen am 9. März in Weimar ein militärisches Bündnis. Als Akt der Notwehr wollten sie den altgläubigen Fürsten, die gegen sie rüsteten, mit einem Präventivschlag zuvorkommen, um den Status quo zu sichern und Friedenszusicherungen zu erhalten. 600.000 Gulden wurden veranschlagt, um 20.000 Fußknechte und 6000 Reiter aufzustellen. Da das die eigenen finanziellen Möglichkeiten überstieg, erhoffte man sich die Finanzhilfe der süddeutschen Reichsstädte. Der 1. Juni wurde unverbindlich als Tag des Angriffs vereinbart.
Begleitet von nur 14 Reitern war Philipp in der ersten Märzhälfte in geheimer Mission in Nürnberg, das als Sammlungsort für die verschiedenen Söldnergruppen vorgesehen war. Der Nürnberger Rat war von Philipps Bedrohungsszenarium beeindruckt, blieb aber zögerlich. Immerhin sagte er zu, dass die Nürnberger Hauptleute Hans Gundelfinger und Sebastian Haller Truppen werben sollten. Die Reichsstadt selbst blieb bei ihrer traditionellen Neutralitätspolitik.
Philipp war klar, dass das kursächsisch-hessische Lager in einem Krieg gegen den Habsburger Ferdinand von Österreich nur Chancen hatte, wenn es Verbündete außerhalb des Reichs gewann. So reiste er Anfang April nach Gottorf, wo er mit Friedrich I. von Dänemark ein dänisch-kursächsisches und ein dänisch-hessisches Defensivbündnis abschloss.
Doch dann kamen dem Kurfürsten Bedenken. Er stand stark unter dem Einfluss seiner theologischen Berater Martin Luther und Philipp Melanchthon; beide warnten vor einem Präventivschlag, ohne dass die angeblichen Breslauer Bündnispartner auf die Vorwürfe angesprochen worden waren und Gelegenheit hatten, sich zu erklären. So verlegte sich Johann von Sachsen darauf, Philipp bei seinen Kriegsplänen zu bremsen, aber vergeblich. Philipp wurde von der kursächsischen Kehrtwende überrascht und forderte, dass Kursachsen bei den Zusagen bliebe, die in Weimar gegeben worden waren. Auf Luthers Anliegen, die Gegenseite zu hören, antwortete er: Die Sachlage sei durch das von ihm eingesehene und kopierte Dokument eindeutig. Wenn er nicht völlig davon überzeugt wäre, würde er nicht gegen seinen eigenen Schwiegervater und Schwager rüsten.

### Ohne Kursachsen, mit Frankreich gegen Habsburg
Hessische Gesandte brachen zum französischen König Franz I., dem europäischen Gegenspieler von Kaiser Karl V., und zum ungarischen Gegenkönig Johann Zápolya auf. Die auf den 7. Mai 1528 datierte Instruktion, die Philipp seinen Räten Johann Fischer gen. Walter und Heinrich Hesse nach Frankreich mitgab, verdeutlicht die Hast, mit der der Landgraf plante. Denn demnach wollte er bereits am 24. Mai losschlagen – für die hessische Gesandtschaft eine praktisch unmögliche Aufgabe, in 17 Tagen beim französischen König vorzusprechen und mit den von ihm erhofften Subsidienzahlungen nach Hessen zurückzukehren. Philipp wollte 400.000 Gulden, war aber bereit, bis auf 100.000 Kronen herunterzugehen. Der Landgraf wagte es nicht, den Kaiser herauszufordern, wohl aber dessen Bruder Ferdinand – nicht durch einen hessischen Zug nach Österreich, sondern mit einem Angriff auf die österreichischen Besitzungen im Südwesten des Reichs, im Elsass und in Württemberg. So fügten sich die durch von Pack angestoßenen Kriegsrüstungen in Pläne ein, die Philipp von Hessen schon seit 1526 verfolgte: Württemberg den Habsburgern zu entreißen und den vertriebenen Herzog Ulrich dort zu restituieren.
Ausgerechnet Otto von Pack wurde vom Landgrafen als Bote nach Tarnow gesandt, um den Woiwoden Zápolya als entschiedenen Gegner Habsburgs zur Unterstützung des geplanten Kriegszugs zu gewinnen. Von Pack hatte sich selbst für diese Mission ins Gespräch gebracht. Er hatte versprochen, das Original des fiktiven Bündnisvertrags beizubringen, was natürlich unmöglich war. Kurt Dülfer vermutet, dass er nun Zeit gewinnen wollte. Dementsprechend schob er seine Abreise aus Dresden bis Ende März immer wieder auf. Über Breslau und Krakau reiste er nach Tarnow, wo er am 26./27. April mit dem Woiwoden zusammentraf. Dieser war zur Unterstützung mit 20.000 Gulden bereit, aber darüber hinaus traf von Pack mit ihm eigenmächtige Absprachen, die nicht den Instruktionen Philipps entsprachen. Seinen Angaben nach wurde er auf der Rückreise in Krakau erkannt und musste das gefährliche Dokument mit Zápolyas Unterschrift vernichten. Die Beziehungen zu Zápolya waren nun so undurchsichtig geworden, dass eine neue hessische Gesandtschaft notwendig gewesen wäre; dafür war keine Zeit mehr. Für Jan Martin Lies ist die Entsendung von Packs nach Tarnow ein Indiz dafür, dass Philipp von der Echtheit der ihm vorgelegten Bündnisurkunde nicht ganz überzeugt war. So war der Informant nämlich weit weg und für Nachfragen nicht erreichbar.

### Ohne Frankreich gegen Mainz, Würzburg und Bamberg
Ohne die massive französische Hilfe, die er gegen Habsburg brauchte, in so kurzer Zeit aber nicht bereitgestellt bekam, hatte Philipp von Hessen noch eine andere Option: den Angriff auf die benachbarten geistlichen Fürsten, die sich in dem angeblichen Bündnis von Breslau gegen ihn gestellt hatten: die Bischöfe von Mainz, Bamberg und Würzburg. „Die Bischöfe waren aus der religions- und territorialpolitischen Sicht des Landgrafen ein strategisch lohnendes, vor allem aber militärisch machbares Ziel.“ Horst Carl spricht im Blick auf die geistlichen Fürstentümer geradezu von einer „strukturellen Wehrlosigkeit“: Sie konnten sich nicht auf einen zahlreichen landsässigen Adel stützen, und während Philipp von Hessen ein Netzwerk von Militärunternehmern nutzen konnte, um Söldnerheere aufzustellen, konnte Albrecht von Mainz auf diesem Feld nicht mithalten oder musste überhöhte Preise auf dem Söldnermarkt zahlen: Söldner bevorzugten Auftraggeber, die wie Hessen aufgrund früherer militärischer Erfolge einen guten Ruf hatten.

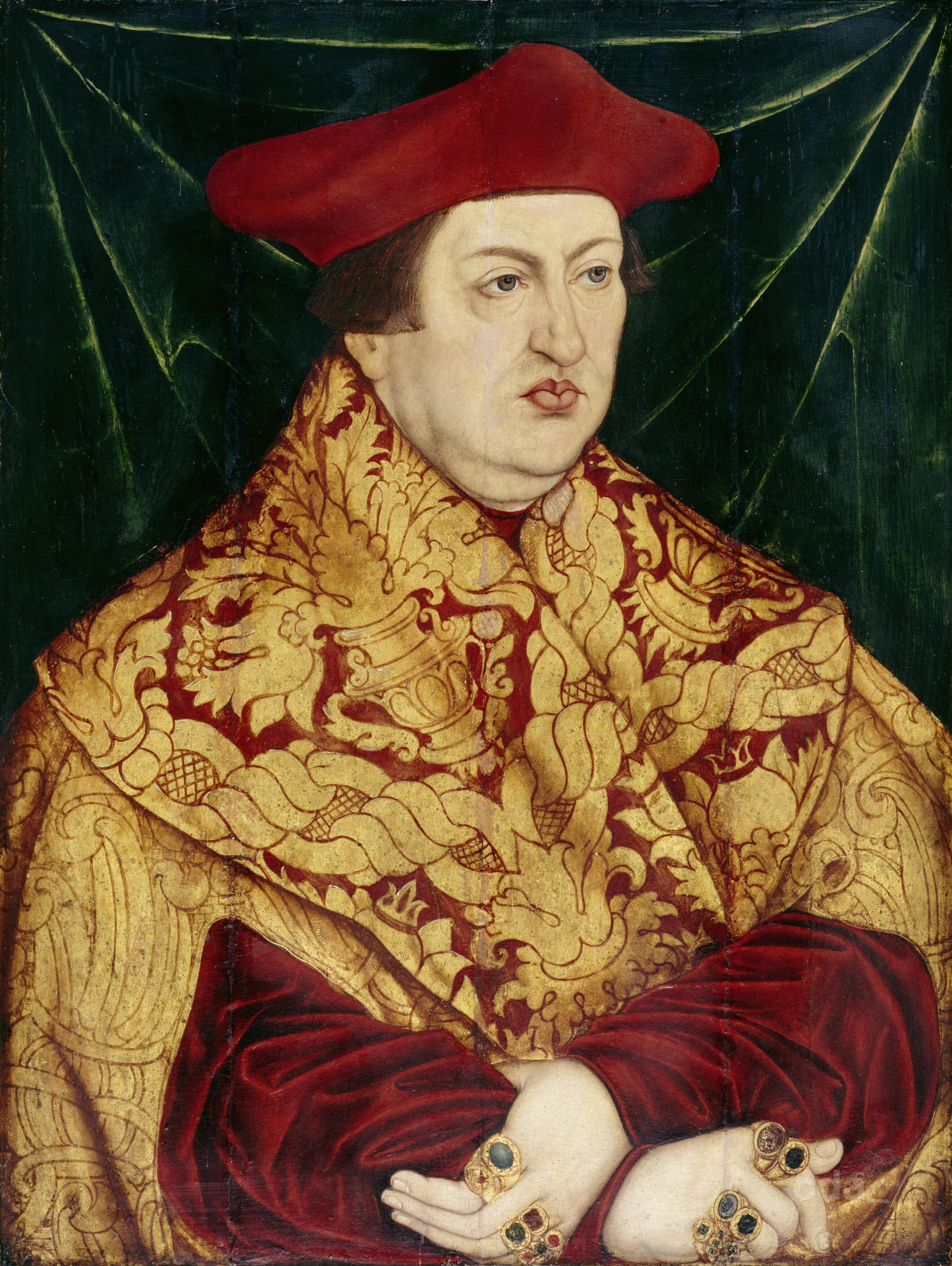
Kardinal Albrecht von Mainz. (Lucas Cranach der Ältere nach 1529, Jagdschloss Grunewald)

Die hessischen und kursächsischen Rüstungen im Frühjahr 1528 wurden von den katholischen Fürsten beobachtet und waren Gegenstand großer Sorge. Anfang Mai trafen mehrere Gesandtschaften bei Philipp in Kassel ein. Albrecht von Mainz ließ ihm mitteilen, dass sich die Nachrichten von feindlichen Absichten des Hessen gegen ihn täglich verdichteten, er aber dazu keinen Anlass gegeben habe. Er sei bereit, die kurmainzische Position vor dem Reichsregiment, dem Reichskammergericht, den Kurfürsten, Fürsten oder dem Schwäbischen Bund, dem Philipp angehörte, darzulegen. Philipp spielte auf Zeit, tat verwundert und kündigte eine Antwort für später an. Dann erschienen Gesandte des Reichsregiments und forderten ihn auf, seine Rüstungen einzustellen, wie auch seine Gegner die ihrigen einstellen würden. Die hessischen Räte erklärten, ihr Landesherr werde bedroht und wolle sich vor bösen Überraschungen schützen. Die Regimentsgesandten waren mit dieser Antwort zufrieden und boten sich als künftige Vermittler an.
Mittlerweile war der sächsische Kurfürst, allem hessischen Drängen zum Trotz, zu einer friedlichen Lösung entschlossen. Er sandte Hans von der Planitz und Christoph von Taubenheim nach Prag, um König Ferdinand darüber in Kenntnis zu setzen, dass das kursächsisch-hessische Bündnis in Weimar eine Notwehrmaßnahme gegen Angriffspläne der Breslauer Verbündeten sei. Ferdinand wies eine Teilnahme an dem Breslauer Bündnis für seine Person am 24. Mai empört zurück und erklärte, dass er das ganze Bündnis für unglaubhaft halte. Er selbst bedrohe Kursachsen und Hessen nicht; wenn sie von anderer Seite bedroht würden, bot er seine Vermittlung an und rief dazu auf, weitere Kriegsrüstungen zu unterlassen. Von Ferdinand informiert, forderte Georg von Sachsen von seinem Schwiegersohn eine Klarstellung. Dieser übersandte seine Kopie des angeblichen Bündnisvertrags, und eingedenk der Erbverbrüderung bemühte sich Georg, den Verdacht auszuräumen und die Fälschung nachzuweisen. Er sandte sogar Originaldokumente nach Hessen, um Schriftvergleiche zu ermöglichen.
Im Auftrag seines Vaters reiste Kurprinz Johann Friedrich von Sachsen nach Kassel und forderte den Landgrafen am 16. Mai zu einer Einstellung aller Rüstungen während der laufenden Verhandlungen auf. Da der Kurfürst argwöhnte, sein Sohn stehe innerlich der hessischen Position näher als der seinigen, gab er ihm Anarg zu Wildenfels als Berater mit, der zur sächsischen „Friedenspartei“ zählte. Jedenfalls gerieten Landgraf und Kurprinz scharf aneinander; Philipp forderte Kursachsen auf, die gemachten Zusagen einzuhalten (was Johann Friedrich zusicherte), und erklärte, eine Einstellung der Rüstung komme wegen der hohen Kosten, die ihm diese verursache, nicht in Betracht.
Am 19. Mai trat eine kursächsisch-hessische Gesandtschaft vor das Reichsregiment in Speyer und legte offen, was Kurfürst und Landgraf über das Breslauer Bündnis zu wissen meinten. Man rüste nur, um sich in Notwehr verteidigen zu können, was dem Landfrieden nicht widerspreche. Ähnlich wurde auch das Reichskammergericht informiert. Die Regimentsräte scheinen geteilter Meinung über die Echtheit oder Fiktionalität des Breslauer Bündnisses gewesen zu sein.
Am 20. Mai schrieb Johann Friedrich seinem Vater, der Landgraf sei kaum zurückzuhalten – wie ein Jagdhund, der Wild gewittert habe. Am gleichen Tag erfuhr Johann von Sachsen von einem Schreiben Otto von Packs an Hans von Dolzig, worin dieser andeutete, ein Beweis des Geheimbündnisses könne heikel werden: Dan warlich, warlich sag ich euch, ir wert befinden, das ir cf. u. f. g. [= Ihre Kurfürstlichen und Fürstlichen Gnaden] des fals ain blossen legen [= sich blamieren] werden. Diese Information schockierte den kursächsischen Hof. Otto von Pack galt fortan als unzuverlässig, und man fürchtete, einer Fälschung aufgesessen zu sein. Johann schrieb seinem Sohn am 25. Mai, wenn Philipp das Original nicht selbst gesehen hätte, wie er ja in Weimar versichert hatte, so müsse man sich größte Sorgen machen. Philipp war unterdessen zuversichtlich, die Bischöfe von Mainz, Würzburg und Bamberg, die eigene Kriegspläne leugneten, noch überführen zu können, zumal Otto von Pack nach Kassel zurückkehren wollte. Seine dringlichen Schreiben an von Pack, mit oder ohne das Original nach Kassel zu kommen, die 4000 Gulden werde man nicht zurückfordern, lassen allerdings erkennen, dass der Landgraf extrem unter Druck stand. Philipp von Hessen begab sich zusammen mit dem sächsischen Kurprinzen am 22. Mai nach Herrenbreitungen an der Würzburger Grenze, wo die gemeinsamen Truppen standen: etwa 6.500 Reiter, 9.000 Fußknechte, eine große Zahl an bewaffneten Landleuten, 2000 Büchsenschützen, 400 bis 500 dänische Reiter und eine sehr starke Artillerie.
Am 25. Mai traf Otto von Pack im hessischen Berka ein und wurde umgehend verhaftet. Der Landgraf war weiter von seiner Aufrichtigkeit überzeugt, wollte aber sicherstellen, dass er bei den anstehenden Verhandlungen Zugriff auf seinen Hauptzeugen hatte. Von Pack behauptete, das Original der Breslauer Urkunde sei in seinem Besitz. Aber er versuchte, die Bedeutung des angeblichen Bündnisses möglichst herunterzuspielen. Daher behauptete er, Georg von Sachsen und die bayerischen Herzöge seien nicht an dem Bündnis beteiligt gewesen. Unterschrieben und gesiegelt hätten nur König Ferdinand und Joachim von Brandenburg. Außerdem sei die Urkunde schon im Dezember 1526 kassiert worden. Dieses Lavieren machte Philipp zunehmend misstrauisch; in seinen Briefen drängte er von Pack, bei der reinen Wahrheit zu bleiben. Von Pack behauptete, das Original beim Dresdner Apotheker Valentin Kreul hinterlegt zu haben, und forderte diesen auf, die bewusste Schachtel seiner Frau Margarethe von Pack auszuhändigen. Gleichzeitig instruierte er seine Frau über einen Mittelsmann, Kreul zu sagen, dass er die Schachtel nur von Pack persönlich geben dürfe und sie, falls das nicht möglich sei, verbrennen müsse. Der Plan war offensichtlich, aus der Haft entlassen und nach Dresden geschickt zu werden, wo von Pack mutmaßlich vorhatte unterzutauchen. Kreul spielte aber die Rolle nicht, die ihm von Pack zugedacht hatte. Er erklärte, die Schachtel ohne weiteres herauszugeben, wenn er sie denn besäße; er habe aber keine Schachtel erhalten.
Die Bischöfe von Mainz, Würzburg und Bamberg rüsteten ihrerseits schnellstmöglich auf, ebenso Brandenburg und das Herzogtum Sachsen. Die drei Bischöfe verpflichteten sich zu gegenseitiger Unterstützung. Der Schwäbische Bund stellte Mainz und Würzburg die Entsendung einer starken Hilfstruppe („eilende Hilfe“) in Aussicht. So stieg die Kriegsgefahr täglich.
Unterdessen hatte der kurpfälzische Marschall Wilhelm von Habern von Philipp die Zusicherung erhalten, nicht vor dem 1. Juni anzugreifen. Auf diese Nachricht hin reisten die Kurfürsten Ludwig von der Pfalz und Richard von Greiffenklau zu Vollrads, der Erzbischof von Trier, nach Schmalkalden, wo sie am 30. Mai eintrafen, begleitet von Georg Truchsess von Waldburg, dem Statthalter König Ferdinands in Württemberg. Mainz und Würzburg waren durch bevollmächtigte Unterhändler vertreten; Philipp von Hessen und Johann von Sachsen waren persönlich nach Schmalkalden gekommen. Am 1. Juni begannen die Verhandlungen mit der Versicherung von Kurpfalz und Kurtrier, dass das Breslauer Bündnis ihrer Überzeugung nach die Erfindung eines unbekannten Dritten sein müsse. Philipp gab sich immer noch von der Realität des Breslauer Bündnisses überzeugt und bot an, seinen Hauptzeugen vorzuführen. Die drei Bischöfe sahen sich mit dem unmittelbar bevorstehenden hessischen Angriff bedroht, wenn sie nicht Friedenszusicherungen abgaben und die Gegenseite für ihre Rüstungsausgaben finanziell entschädigten.
Am 5. Juni schlossen Hessen und Kursachsen einerseits und die Bischöfe von Würzburg und Bamberg andererseits einen Friedensvertrag. Die Realität oder Fiktionalität des Breslauer Bündnisses blieb unentschieden. Da die beiden Bischöfe einseitig versicherten, nichts gegen Hessen und Kursachsen zu planen, konnte man daraus eine Art Anerkennung der Bedrohung Kursachsens und Hessens durch das angebliche Breslauer Bündnis herauslesen. Die beiden Bischöfe erklärten sich bereit, 60.000 Gulden als Aufwandsentschädigung für die Kriegsrüstungen zu zahlen, und zwar nur an Hessen, weil Kursachsen verzichtete. Unterdessen hatten hessisch-sächsische und kurmainzische Räte Vorverhandlungen in Eisenach geführt, die ohne Ergebnis geblieben waren. Man rechnete daher mit dem bevorstehenden Krieg. Am 5. Juni brach das hessische Heer Richtung Aschaffenburg auf und bezog sein Kriegslager am Fuß des Vogelsbergs. Philipp willigte ein, Kurmainz nicht vor dem 11. Juni anzugreifen. In letzter Minute, am 11. Juni, traf eine Kurmainzer Delegation in Begleitung der Vermittler im hessischen Kriegslager ein. Der Friedensvertrag zwischen Kursachsen und Hessen einerseits, Kurmainz andererseits wurde in Gegenwart der Kurfürsten von der Pfalz und von Trier am 12. Juni in Gelnhausen geschlossen und am 14. Juni ausgefertigt. Albrecht von Mainz erklärte sich auch bereit, im Hitzkirchener Vertrag auf die geistliche Jurisdiktion in Hessen und Kursachsen zu verzichten, und zahlte 40.000 Gulden Aufwandsentschädigung für die hessischen Kriegskosten.
Philipp von Hessen weigerte sich, Otto von Pack seinen Gegnern auszuliefern. Er musste auch fürchten, dass von Pack unter der Folter Details enthüllte oder erfand, die ihn belasteten. Aus der Haft entlassen, führte von Pack ein unstetes Wanderleben, „verfolgt vom erbitterten Groll Herzog Georgs, der jedes Mal, wenn sein ehemaliger Ratgeber eine unsichere Zuflucht fand, die Polizei gegen ihn in Bewegung setzte.“ 1537 wurde er in den Niederlanden hingerichtet.

## Die Packschen Händel im Urteil der Zeitgenossen
Dass die angebliche Breslauer Bündnisurkunde dem hessischen Landgrafen gut in die eigenen politischen Pläne passte, fiel bereits den Zeitgenossen auf. Herzog Heinrich II. von Braunschweig-Wolfenbüttel, der einstige Verbündete und später erbitterte Gegner Philipps, ließ seine Juristen und Räte in den späten 1530er und frühen 1540er Jahren mehrere Streitschriften verfassen, die den Vorwurf erhoben, der Landgraf habe die Fälschung gemeinsam mit Otto von Pack geplant. Philipp beteuerte in Gegenschriften seine Unschuld. So erklärte er am 4. März 1541, Herzog Heinrich habe keinen Beweis dafür, dass er „dolose oder betrieglich in solchem handel kommen sei.“ Philipps Biograph Wigand Lauze verteidigte ebenso wie der Chronist Johannes Sleidanus die Arglosigkeit des Landgrafen, der Opfer eines Betrügers geworden sei. In seinem 1542 verfassten Testament wünschte Philipp, dass man einen gelehrten Historiker dafür bezahlen solle, die Packschen Händel umfassend und unparteiisch aufzuarbeiten, was nach Philipps Meinung alle Verdächtigungen gegen ihn ausräumen und seinen guten Ruf bei der Nachwelt sichern würde.
Besonders seine Schwester Elisabeth von Rochlitz sorgte sich um den Ansehensverlust, den der Ausgang der Packschen Händel für Philipp ihrer Ansicht nach bedeutete. Georg von Thessingen, der Bischof von Seckau, bezeichnete Philipp wegen der Packschen Händel als „deutschen Catilina“. Es ist jedoch fraglich, ob die Standesgenossen Philipps Agieren überwiegend so negativ sahen oder ihn eher als tatkräftigen Fürsten respektierten, zumal er ja finanziellen und territorialpolitischen Gewinn durch die in Schmalkalden geschlossenen Verträge und den Hitzkirchener Vertrag verbuchen konnte.

## Die Packschen Händel im Urteil der Historiker
Christoph von Rommel erklärte in seiner großen Biographie Philipps von Hessen 1830, das Breslauer Bündnis habe wirklich bestanden. Schon im 19. Jahrhundert hielten jedoch die meisten Historiker dies für unwahrscheinlich. Dann stellt sich die Frage, ob Philipp von einem Betrüger getäuscht wurde oder ob er selber hinter den Machenschaften Ottos von Pack stand. Stephan Ehses (Geschichte der Pack’schen Händel. Ein Beitrag zur Geschichte der Reformation, 1881), Hilar Schwarz (Landgraf Philipp von Hessen und die Packschen Händel, 1884) und Joseph Niemöller (Ein Wort über die sogenannten Pack’schen Händel und ihre Bedeutung in der Geschichte, 1889) sahen Philipp als Erfinder des Breslauer Bündnisses. Kurt Dülfer trug in seiner großen Monographie zu den Händeln Argumente dafür zusammen, dass Philipp das arglose Opfer eines Betrügers gewesen sei. Dieser eher apologetischen Sicht widersprach Ekkehart Fabian und schlug vor, anstelle von Packschen Händeln sachgerechter vom Landgräflichen Bischofszug zu sprechen, weil Philipp von vornherein einen Überfall auf die fränkischen Bischöfe geplant habe. Jan Martin Lies versucht eine Mittelposition einzunehmen: „Eine direkte Beteiligung oder die Rolle des Initiators kann Philipp aufgrund der Quellenlage nicht nachgewiesen werden, doch spricht vieles gegen seine Unschuld. … seine territorialpolitischen Ziele und seine starke religiöse Überzeugung ließen ihn entweder das Bündnis erfinden oder die Fälschung als willkommene List ausnutzen.“ Thomas Kaufmann geht in seiner aktuellen Reformationsgeschichte davon aus, dass der Landgraf von dem „zwielichtigen Vizekanzler“ mit der gefälschten Urkunde getäuscht worden sei.